# 葉山層群
葉山層群（はやまそうぐん）は、神奈川県三浦半島の中央部に帯状に分布する海成層で、2列の地塁を形成し三浦半島中央部を西北西から東南東方向に横断して分布する。

## 概要
葉山層群は第三紀中新世の海成堆積物で、層相は泥岩、砂岩泥岩互層、凝灰質砂岩および凝灰岩類からなり、上位の三浦層群とは傾斜不整合。
下位から、森戸層（硬質泥岩）、鐙摺層（凝灰質砂岩～泥岩互層）、大山層（凝灰質塊状砂岩）、衣笠層（泥岩、超塩基性岩ブロック、塩基性岩ブロック）、矢部層（スコリア質砂岩～泥岩互層）に区分される。